# Trispinaria priscicolorus
Trispinaria priscicolorus är en stekelart som beskrevs av Donald L.J. Quicke 1986. Trispinaria priscicolorus ingår i släktet Trispinaria och familjen bracksteklar. Inga underarter finns listade i Catalogue of Life.